# Finnian von Movilla

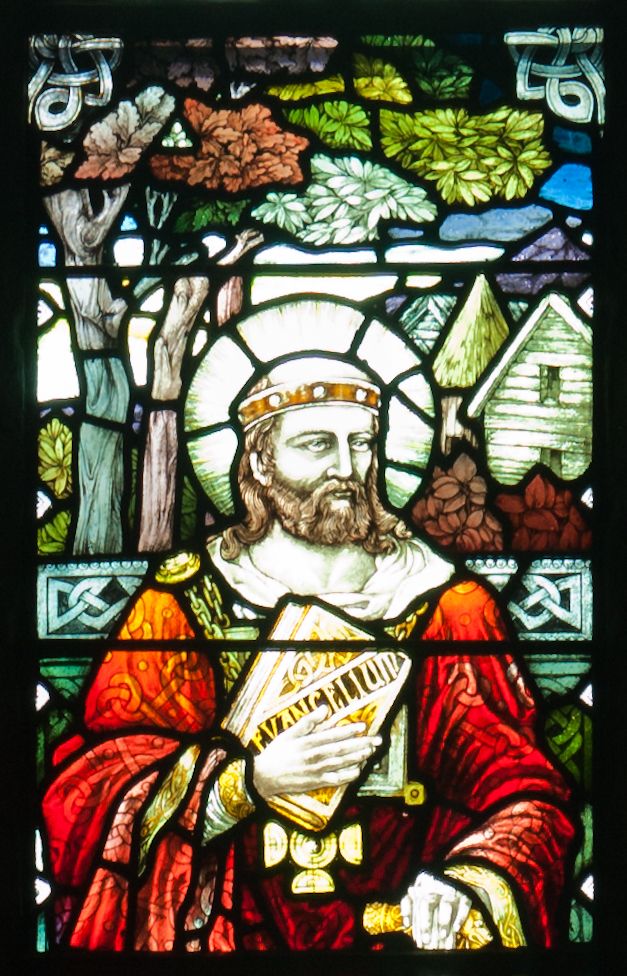
Finnian als Glasmalerei in der Kathedrale von Kildare

Finnian von Movilla (auch Uinniau, Winnin, Finbarr, Finnian von Moville, irisch Fionnán Mhaigh Bhile; * um 495 in Ulster; † um 589) war ein irischer Mönch und Missionar. Er wird im Martyrologium des Óengus mac Óengobann benannt. Er ist nicht mit dem älteren Finnian von Clonard zu verwechseln.

## Leben
Finnian soll um 495 in Ulster als Nachkomme von Fiatach dem Gerechten geboren worden sein. Ob er tatsächlich dieser Lineage angehörte, wird heute vermehrt in Frage gestellt. Teilweise wird auch eine Personenidentität mit dem Ninian von Whithorn behauptet.
Als Mönch soll er in das Nendrum-Kloster als Schüler von Colmán of Dromore eingetreten sein. Weitere Studien setzte er in Candida Casa, dem christlichen Zentrum Schottlands im 4. bis 6. Jahrhundert in der Siedlung Whithorn (schottisch-gälisch Taigh Mhàrtainn), fort. 
Dort soll er in seiner Jugendzeit durch Streiche gegenüber der piktischen Prinzessin Drustice seine Stellung gefährdet haben.
Schließlich ging er für sieben Jahre nach Rom und wurde dort Priester. Mit einer Vulgata-Bibel in Übersetzung des Heiligen Hieronymus gründete er 540 Movilla Abbey (irisch Mainistir Mhaigh Bhile) im County Down. Die von ihm gegründete Schule von Drumm Finn (irisch Druim Fionn) genoss große Anerkennung. Die Könige von Dál Fiatach finanzierten den Bau weiterer Gebäude im Klosterareal. Das Kloster wurde 1542 aufgelöst. Von den heutigen Ruinen sind lediglich die Reste der Bauten aus dem 15. Jahrhundert erhalten.
Der wohl berühmteste Schüler Finnians war Columban von Iona. Der Legende nach soll Columban während eines Besuchs im Kloster heimlich den Cathach abgeschrieben haben. Finnian erhob Anklage vor dem Hochkönig Diarmait mac Cerbaill in Tara und erreichte ein Urteil zu seinen Gunsten. Dem scheinbar entschiedenen Urheberrechtsstreit folgte allerdings auf Grund eines Fluchs Columbans eine kriegerische Auseinandersetzung.
Adomnán mac Ronáin, der Hagiograph Columbans, beschreibt in seinem Werk über das Leben des Columban denselben als Diakon, während Finnian Bischof gewesen sein soll. 
Bekannt ist, dass Finnian neben seiner Klosterordnung auch eine Regelung für Bußen traf. Er benannte 53 Sünden und wie diese zu bestrafen seien.
Als Todesjahr wird allgemein 589 angenommen, andere Quellen nennen 579.

## Gedenktag
- anglikanisch: 10. September
- römisch-katholisch: 10. September